# 復讐カレシ〜溺愛社長の顔にはウラがある〜
『復讐カレシ〜溺愛社長の顔にはウラがある〜』（ふくしゅうカレシ できあいしゃちょうのかおにはウラがある）は、原作：森田りょう、作画：真田ちかによる日本の漫画作品。CLLENN（旧・コミックストック）の「キスカラ」（旧・Miel）レーベルで2022年11月16日から2025年1月22日まで連載された。
2025年2月より、毎日放送にてテレビドラマが放送された。

## 書誌情報
- 森田りょう（原作）・真田ちか（作画）『復讐カレシ〜溺愛社長の顔にはウラがある〜』ジーオーティー〈CITR COMICS〉、既刊2巻（2025年2月3日現在）
  1. 2024年3月1日発売[6]、ISBN 978-4-8236-0632-8
  2. 2025年2月3日発売[7]、ISBN 978-4-8236-0819-3

## テレビドラマ
2025年2月28日（27日深夜）から4月18日（17日深夜）まで毎日放送「ドラマ特区」枠で放送された。主演は紺野彩夏と鈴木仁。

### キャスト

#### 主要人物
服部舞香（はっとり まいか）
演 - 紺野彩夏（幼少期：池村碧彩）
佐鳥グループのホテル事業会社「バードレフト」の社員。
佐鳥駿（さとり しゅん）
演 - 鈴木仁
佐鳥グループのホテル事業会社「バードレフト」の社長。旧姓：加賀美。

#### バードレフト
加藤優吾（かとう ゆうご）
演 - 砂田将宏（BALLISTIK BOYZ）（幼少期：立花利仁）
大阪支社の社員。あるきっかけで舞香と仕事を一緒にする。
的場成光（まとば なりみつ）
演 - 太田駿静（OCTPATH）
営業部のエース社員で舞香の恋人。
林田麗奈（はやしだ れな）
演 - 和内璃乃
営業部の社員。成光の浮気相手。
真島佳苗（まじま かなえ）
演 - 冨手麻妙
舞香の先輩。
秋山健吾（あきやま けんご）
演 - 近藤頌利
駿の秘書。

#### その他
倉持琴音（くらもち ことね）
演 - 坂井仁香（超ときめき♡宣伝部）
駿の婚約相手。
佐鳥光子（さとり みつこ）
演 - 遊井亮子
駿の母親。毒親。駿を自分の思い通りに利用しようとする。

### スタッフ
- 原作 - 森田りょう、真田ちか（作画）『復讐カレシ〜溺愛社長の顔にはウラがある〜』（CLLENN）[5]
- 脚本 - 今西祐子、藤平久子[5]
- 音楽制作 - デイブレイクワークス
- 主題歌 - 川崎鷹也「曖昧Blue」（ワーナーミュージック・ジャパン）[9]
- 演出 - 菊川誠、北坊信一[5]
- チーフプロデューサー - 丸山博雄
- プロデューサー - 村島亘、貸川聡子、手銭陸
- 制作プロダクション - 共同テレビジョン[5]
- 製作 - 「復讐カレシ〜溺愛社長の顔にはウラがある〜」製作委員会、毎日放送[5]

### 放送日程
| 話数   | 放送日  | サブタイトル                                               | 脚本     | 演出     |
| ------ | ------- | ---------------------------------------------------------- | -------- | -------- |
| 第1話  | 2月28日 | 裏切りのキス、偽りの恋――復讐劇のスタート                   | 今西祐子 | 菊川誠   |
| 第2話  | 3月07日 | 偽装恋人デートの甘い罠――復讐の行方は?                      | 今西祐子 | 菊川誠   |
| 第3話  | 3月14日 | 恋か復讐か―偽装恋人の裏に潜む復讐                          | 藤平久子 | 菊川誠   |
| 第4話  | 3月21日 | 婚約者の逆襲――暴かれる秘密、崩れゆく偽装恋人               | 今西祐子 | 菊川誠   |
| 第5話  | 3月28日 | 明かされた真実、引き離される二人――舞香の前に現れる新たな影 | 藤平久子 | 菊川誠   |
| 第6話  | 4月04日 | 仕組まれた再会、新たな波乱                                 | 今西祐子 | 北坊信一 |
| 第7話  | 4月11日 | 交わらぬはずのふたり、交錯する真実                         | 藤平久子 | 北坊信一 |
| 最終話 | 4月18日 | 恋も復讐も越えて                                           | 今西祐子 | 菊川誠   |

### 放送局
| 放送期間                | 放送時間                      | 放送局       | 対象地域   | 備考              |
| ----------------------- | ----------------------------- | ------------ | ---------- | ----------------- |
| 2025年2月27日 - 4月17日 | 木曜 23:30 - 翌0:00           | テレビ神奈川 | 神奈川県   | 1時間29分先行放送 |
| 2025年2月28日 - 4月18日 | 金曜 0:59 - 1:29 （木曜深夜） | 毎日放送     | 近畿広域圏 | 製作局            |
|                         | 金曜 23:00 - 23:30            | チバテレ     | 千葉県     |                   |
| 2025年3月6日 - 4月24日  | 木曜 0:00 - 0:30 （水曜深夜） | テレビ埼玉   | 埼玉県     |                   |
|                         | 木曜 22:30 - 23:00            | とちぎテレビ | 栃木県     |                   |
|                         | 木曜 23:30 - 翌0:00           | 群馬テレビ   | 群馬県     |                   |

### ネット配信
| 配信開始月 | 配信サイト           | 配信料金     | 備考           |
| ---------- | -------------------- | ------------ | -------------- |
| 2025年2月  | FOD（FODプレミアム） | 定額制有料   | 見放題独占配信 |
| 2025年2月  | MBS動画イズム        | 広告付き無料 | 見逃し配信     |
| 2025年2月  | TVer                 | 広告付き無料 | 見逃し配信     |

| 毎日放送 ドラマ特区 | 毎日放送 ドラマ特区                       | 毎日放送 ドラマ特区          |
| 前番組              | 番組名                                    | 次番組                       |
| ------------------- | ----------------------------------------- | ---------------------------- |
| ふったらどしゃぶり  | 復讐カレシ 〜溺愛社長の顔にはウラがある〜 | 年下童貞くんに翻弄されてます |